# استان کونتومازا
استان کونتومازا (به اسپانیایی: Provincia de Contumazá) یک استان در پرو است که در منطقه کاخامارکا واقع شده‌است. استان کونتومازا ۲٬۰۷۰٫۳۳ کیلومتر مربع مساحت و ۳۲٬۴۰۶ نفر جمعیت دارد و ۲٬۶۷۴ متر بالاتر از سطح دریا واقع شده‌است.